# Inamahari
Inamahari és un cràter sobre la superfície del planeta nan Ceres, situat amb el sistema de coordenades planetocèntriques a 18.22 ° de latitud nord i 93.53 ° de longitud est. Fa un diàmetre de 68 km. El nom va ser fet oficial per la UAI el primer d'octubre del 2015 i fa referència a Inamahari, parella de divinitats (masculí/femení) invocades per a una sembra pròspera a la cultura dels catawb.